# Polygala regnellii
Polygala regnellii är en jungfrulinsväxtart som beskrevs av Chod.. Polygala regnellii ingår i släktet jungfrulinssläktet, och familjen jungfrulinsväxter. Inga underarter finns listade i Catalogue of Life.